# Hieracium neofilicaule
Hieracium neofilicaule es una especie de planta con flor del género Hieracium, de la familia Asteraceae, orden Asterales.

## Distribución
Hieracium neofilicaule se distribuye por Italia.

## Taxonomía
Fue descrita científicamente por Gottschl.